# Die fünf Menschen, die dir im Himmel begegnen
Die fünf Menschen, die dir im Himmel begegnen ist ein 2003 erschienenes Buch von Mitch Albom. Ursprünglich erschienen ist es bei Disneys Hyperion Books in 2003. 2004 wurde eine Verfilmung angefertigt. Die Handlung beginnt mit dem Tod der Hauptfigur, genannt Eddie Wartung aufgrund seines Berufs, der als Mechaniker an einem Vergnügungspark namens Ruby Pier arbeitet. Als dort eine Attraktion droht, ein junges Mädchen zu erschlagen, stirbt er bei dem Versuch, es zu retten. Das Buch wurde insgesamt in 35 Sprachen übersetzt und in 38 Regionen veröffentlicht, in Deutschland vom Goldmann Verlag. In den meisten Versionen wird auf dem Cover ein Riesenrad abgebildet.

## Handlung
Die Haupthandlung des Buchs beginnt mit dem Tod von Eddie, einem alten Mann, der als Mechaniker im Vergnügungspark Ruby Pier arbeitet. Hier ist er zuständig für die Wartung der Geräte. Er wird Eddie Wartung genannt, da die Abzeichen auf seiner Uniform so angeordnet sind, wobei der Name hauptsächlich spaßeshalber oder von Kindern benutzt wird, bei denen Eddie sehr beliebt ist. Eddie hinkt stark, bedingt durch eine Knieverletzung, die er im Zweiten Weltkrieg davongetragen hat. Obwohl es das Gerücht gibt, dass ein anderer Soldat aus Eddies Einheit dafür verantwortlich sei, gibt es nicht viel mehr als Spekulationen über die Details.
An Eddies 83. Geburtstag stirbt er durch eine abstürzende Attraktion. Die Menschen in der Attraktion waren zwar evakuiert worden, doch ein junges Mädchen wäre von dem Wagen erschlagen worden. Eddie versucht, es zu retten, indem er es aus dem Weg zieht, doch er erreicht es zu spät und stirbt bei dem Versuch. Ob er den Tod des Mädchens verhindern konnte, weiß er zu Beginn nicht. Er fühlt lediglich dessen Hände in seinen eigenen, bevor er stirbt.
Als er wieder erwacht, befindet er sich in einer verdrehten Version von Ruby Pier, wo er den blauen Mann trifft, einen Angestellten des Kuriositätenkabinetts von Ruby Pier, das jedoch die Pforten schloss, als Eddie noch jung war. Er fühlt sich wieder jung und beweglich, und der blaue Mann erklärt, warum: Eddie muss nun, da er tot ist, fünf Menschen begegnen, auf deren Leben er einen großen Einfluss hatte, oder die einen großen Einfluss auf ihn hatten. Er besucht dazu deren Himmel und fühlt sich dort wieder so, wie er sich gefühlt hat, als er sie kannte.
Der blaue Mann erklärt Eddie schließlich noch ihre Verbindung: Eddie war der Grund für seinen Tod, indem er einen Ball auf die Straße verfolgte und den blauen Mann, der an diesem Tag mit dem Auto vorbeifuhr, somit tötete. Eddie lernt hier, dass alle Leben miteinander verbunden sind, auch wenn es oft nicht so scheint.
Nach dem Treffen mit dem blauen Mann findet sich Eddie auf einer vom Krieg gezeichneten Insel in den Philippinen wieder. Hier trifft er, auf einem Baum, seinen Vorgesetzten aus seiner Zeit in der Armee. Der Captain (=Hauptmann) erinnert Eddie an die Zeit, in der sie im Krieg von Einheimischen gefangen worden waren. Dort hatte Eddies Einheit, um zu entkommen, die Hütten der Einheimischen angezündet, doch Eddie hatte einen Schatten gesehen, der vom Feuer eingesperrt worden war. Der Captain gesteht, dass er es in diesem Moment war, der Eddie ins Knie geschossen hatte, um ihn davor zu bewahren, seinen sicheren Tod in den Flammen zu finden, bei dem Versuch, diesen Schatten zu retten. Diese Verletzung würde Eddie sein ganzes Leben lang begleiten und mit ein Grund sein, warum Eddie nie einen Beruf außerhalb des Pier annehmen könnte, zusammen mit der späten Krankheit seiner Mutter und der Tatsache, dass der von seinem Vater geerbte Job die einzige verlässliche Geldquelle war.
Von dem Captain erfährt Eddie auch, wie der Captain gestorben ist: durch eine Landmine, die er auslöste, als er einen sicheren Pfad für den Rest des Trupps suchte, der in einem Wagen folgte. Somit hat Eddie erneut sein Leben dem Kapitän zu verdanken, denn die Mine hätte den Wagen getroffen, hätte der Captain sie nicht ausgelöst. So lernt Eddie etwas über die Bereitschaft der Menschen, Opfer zu bringen.
Zum Schluss erhält Eddie in dieser Szenerie, die sich nun als tropisches Paradies entpuppt und nicht als das Schlachtfeld, an das er sich erinnert, einen Helm mit dem Bild seiner verstorbenen Frau Marguerite, was auf deren Rolle im späteren Verlauf hindeutet.
Die nächste Szenerie, in der Eddie sich wiederfindet, ist eine Schneelandschaft, wo er ein kleines Diner findet. Er sieht durch ein Fenster seinen Vater, doch der bemerkt ihn nicht, stattdessen wird er von einer Frau angesprochen, die sich als Ruby entpuppt, die Inspiration für den Namen von Ruby Pier. Ihr Himmel ist ein Ort für all jene, denen Ruby Pier Schaden zugefügt hat, denn auch sie selbst litt unter dem Vergnügungspark. Nachdem ihr Verlobter Emile ihn in ihren Ehren erbaut hatte, wurde der Park mehr und mehr zu einer Belastung für sie, vor allem nachdem Emile bei einem Feuer im Park schwer verletzt worden ist und jahrelang auf sie angewiesen war, insbesondere nachdem er den Park für wenig Geld hat verkaufen müssen. Sie erklärt Eddie, dass dies der Grund sei, weshalb ein Mann wie Eddies Vater, den Eddie als gewalttätig und kalt in Erinnerung hat, hier ist, und klärt Eddie über die wahren Umstände des Todes seines Vaters auf. So erfährt Eddie, dass sein Vater Micky Shea, seinen Freund, vor dem Ertrinken rettete, obwohl Micky zuvor betrunken versucht hatte, Eddies Mutter zu vergewaltigen. Diese Tat führte zu der Lungenentzündung, die ihn später tötete.
Nach dem Abschied von Ruby findet sich Eddie nun in einem Raum mit vielen Türen wieder, wovon jede zu einer anderen Hochzeit führt. Hier trifft er Marguerite, deren Liebe zu Hochzeiten und den Gefühlen der Beteiligten diesen Himmel erschaffen haben. Sie und Eddie verbringen einige Zeit zusammen, in der sie über die Dinge reden, über die sie nie eine Chance hatten zu sprechen. Eddie bittet sie um Vergebung dafür, dass er nie mehr aus seinem und ihrem Leben gemacht hat, doch Marguerite erklärt, dass sie mit ihrem Leben nicht unglücklich gewesen sei, und dass sie es lediglich bereue, keine Kinder gehabt zu haben.
Währenddessen findet ein Mitarbeiter von Eddie, Dominguez, in seinem Haus eine Kiste voller Erinnerungsstücke, unter anderem eine Speisekarte von dem chinesischen Restaurant, wo Eddie und Marguerite heirateten. Hier erfährt Eddie, dass Liebe selbst den Tod überdauert, auch wenn sie manchmal andere Formen annimmt.
Obwohl Eddie sich sträubt, muss er schlussendlich in den nächsten und letzten Himmel übertreten. Hier befindet er sich an einem Fluss, in dem Kinder spielen, und begegnet einem jungen asiatischen Mädchen namens Tala. Obwohl sie kaum dieselbe Sprache sprechen, kann Tala ihm vermitteln, dass sie der Schatten war, den Eddie im Feuer auf den Philippinen gesehen hatte, womit endgültig belegt wird, dass der Schatten kein Hirngespinst war, sondern echt. Talas Haut wird somit zu verbranntem Fleisch und Narben, ein Zeichen ihrer Leiden, als sie starb, und Eddie bricht angesichts der Offenbarung zusammen.
Tala jedoch geht wieder zum Fluss und bedeutet Eddie, sie mit einem flachen Stein aus dem Fluss zu waschen, wie die anderen Kinder es untereinander tun. Obwohl Eddie zunächst nicht weiß, was er tun soll und ablehnt, bringt sie ihn dazu, es zu versuchen, und zu seinem Erstaunen wäscht er mit dem Stein die Brandwunden und Narben weg, die er ihr zugefügt hat, und stellt ihre gesunde Haut wieder her.
Nach ihrer Genesung fragt Eddie Tala, ob sie ihm sagen könne, ob er das Mädchen am Pier retten konnte. Tala erklärt, dass es ihre Hände gewesen seien, die Eddie gespürt hat, nicht die des kleinen Mädchens, als sie ihn sicher in den Himmel hinaufgezogen hat. Er habe es geschafft, das Mädchen wegzustoßen und somit sein Leben gerettet. Mit dieser Tat und all den Jahren, in denen er die Attraktionen am Ruby Pier sicher für Kinder wie sie gemacht hat, habe er laut Tala für ihren Tod gebüßt.
Schließlich findet sich Eddie in seinem Himmel wieder, dem Ort, an dem er Marguerite zum ersten Mal traf, ein Salon am Ruby Pier. Er kann hier all die Leben sehen, die er im Verlauf seiner Arbeit als Eddie Wartung gerettet hat, und welche Auswirkungen diese auf die Zukunft haben würden. Erneut wird die Lektion des blauen Mannes wichtig: Alle Leben sind miteinander verbunden.

## Hauptfiguren
Eddie: Auch genannt Eddie Wartung dank des Namensschildes auf seiner Uniform. Er arbeitet als Mechaniker am Ruby Pier, einem Vergnügungspark. Er stirbt an seinem 83. Geburtstag am Anfang des Buches, wonach ihn das Leben nach dem Tod mit fünf Menschen in Berührung bringt, deren Leben er geformt hat oder die großen Einfluss auf sein Leben hatten.
Marguerite: Eddies Frau, die er nach seiner Rückkehr aus dem Krieg heiratete. Er traf sie am Ruby Pier. Sie verstarb an einem Hirntumor, als sie 47 war, und sie ist die vierte Person, der Eddie begegnet.
Der blaue Mann: Der blaue Mann ist die erste Person, die Eddie im Himmel antrifft. Er arbeitete am Ruby Pier als Attraktion im Kuriositätenkabinett aufgrund seiner blauen Haut. Diese war ein Resultat der Einnahme von Silbernitrat, das er als Medizin verschrieben bekommen hatte. Eddie tritt mit ihm in Verbindung, als er noch ein Kind ist und einen Ball auf die Straße verfolgt, was den blauen Mann dazu verleitet, mit dem Auto auszuweichen und an dem Schock zu sterben.
Der Captain: Eddies Vorgesetzter in seiner Zeit in der Armee. Er war derjenige, der Eddie ins Bein schoss, um ihn aus seiner Hysterie zu befreien, und starb durch eine Landmine bei der Suche eines sicheren Pfades.
Ruby: Ruby ist die dritte Person, der Eddie begegnet. Als Verlobte des Gründers von Ruby Pier wurde der Park nach ihr benannt.
Emile: Der Gründer von Ruby Pier und Rubys Verlobter. Er starb bei einem Brand im Park.
Tala: Ein junges philippinisches Mädchen und die fünfte Person, der Eddie begegnet. Sie ist der Schatten, den Eddie im Feuer sah und der ihn in seinen Albträumen verfolgte.
Eddies Eltern: Eddies Mutter ist nur als warme, freundliche Person bekannt, die sich um ihn und seinen Bruder gekümmert hat. Sein Vater jedoch wird als streng und gewalttätig beschrieben. Er stirbt an einer Lungenentzündung.
Micky Shea: Ein Freund von Eddies Eltern. Er versucht, Eddies Mutter zu vergewaltigen, wird aber von Eddies Vater aufgehalten und ist der Grund für die Lungenentzündung des Vaters, der ihn vor dem Ertrinken retten muss, als er vor besagtem Vater flieht.
Das kleine Mädchen: Das Mädchen, das Eddie bei dem Unfall der Achterbahn zu retten versucht.
Nicky: Ein junger Mann, dessen verlorene Schlüssel die Kabel der Achterbahn beschädigen, die Eddie später tötet. Er ist unwissentlich somit der Grund für Eddies Tod. Zugleich behauptet er, der Urenkel von Ruby selbst zu sein.

## Film
Die Verfilmung des Buches wurde 2004 veröffentlicht, mit Jon Voight in der Hauptrolle. Er bleibt dem Buch in den meisten Aspekten treu, abgesehen von einigen Details.